# Повід

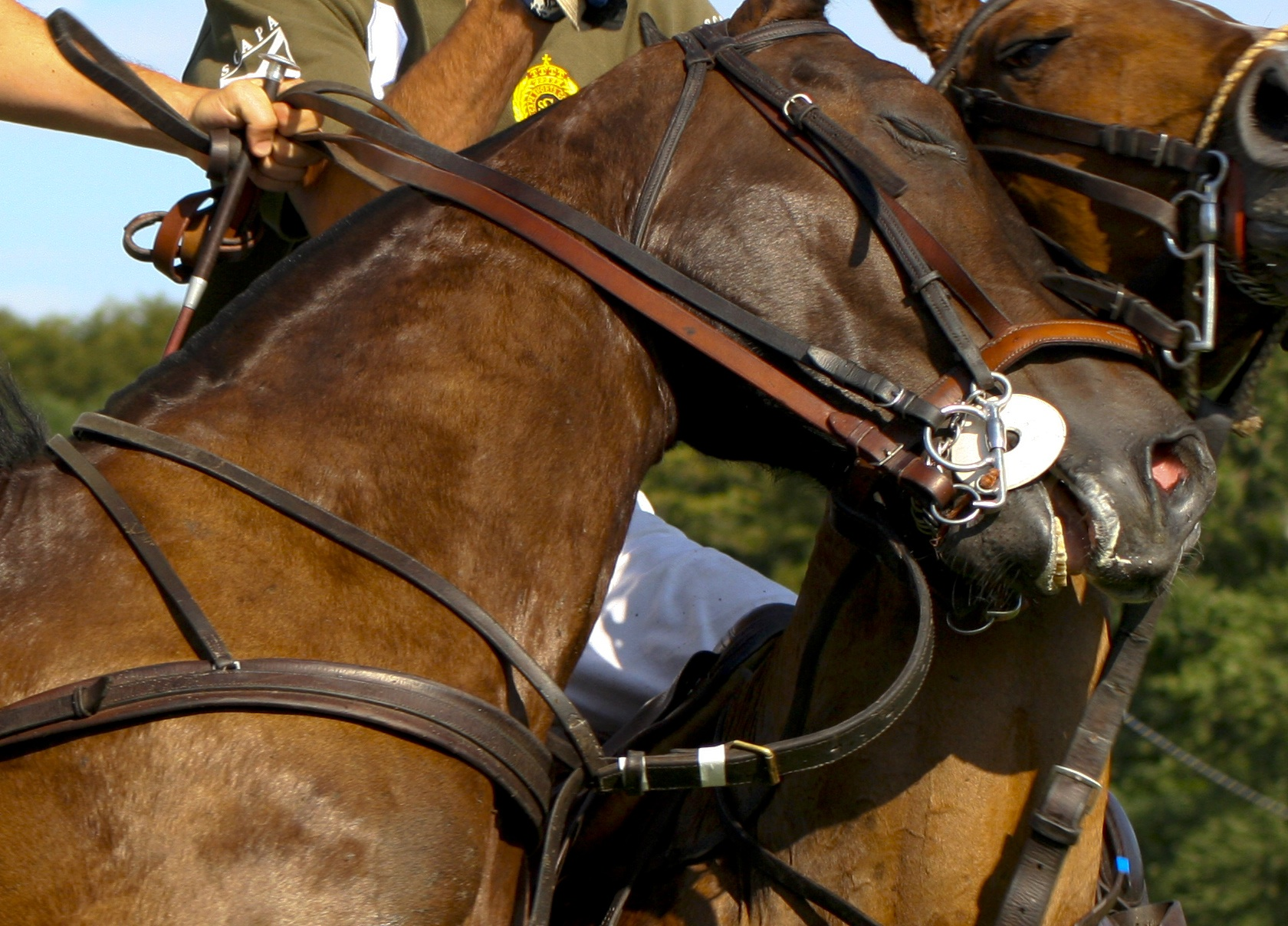
Вуздечка з двома поводами: трензельним і мундштуковим

По́від, по́води, пові́ддя, пово́ддя — елемент верхової збруї — прикріплений до вудил ремінь (вірьовка і т. ін.), за допомогою якого правлять верховим конем. Посередництвом його вершник діє вудилами на рот коня. Хоча в більшості випадків вуздечка має один повід, щодо нього вживають назву «поводи», розглядаючи ліву і праву його частини як окремі ремені. У тих випадках, коли застосовують два поводи, один з них кріпиться до трензельних кілець (трензельний повід), інший — до мундштукових (мундштуковий повід). В упряжних коней замість поводів використовують віжки.
Для виїздки молодих коней використовують додатковий ковзний повід (шлейфцигель), пропущений через кільця, які з'єднаний короткими ремінцями з кільцями трензеля, і пристебнутий кінцями до попруги або передньої частини сідла. З недоуздком (для водіння чи прив'язування коня) використовують спеціальний повід — чумбу́р.